# Conservatoire d'espaces naturels
Pour les articles homonymes, voir CEN.
Notes
nombre de sites : 4400

 espace naturel gérés : 300 000 ha (2024)

 propriété foncière : 18 000 ha soit 7% (2024)

Les Conservatoires d'espaces naturels (CEN) sont en France des associations créées au milieu des années 1970 pour gérer et protéger des espaces naturels ou semi-naturels. Il s'agit d'associations de protection de la nature, participant à la gestion et la protection de la biodiversité et des espaces naturels de France. Leur action repose sur la maîtrise foncière et d'usage de sites naturels. En 2018, les Conservatoires d'espaces naturels gèrent un réseau de plus 3 300 sites qui représentent près de 161 000 hectares. Chaque citoyen peut adhérer et participer à la gouvernance de ces associations dans les territoires.
La loi Grenelle II de 2010 prévoit qu'ils puissent être agréés par l'État et les régions, avec des missions confirmées par la loi. Les modalités d'agrément sont précisées par un décret.
Il y a des Conservatoires d'espaces naturels partout en métropole, sauf en Bretagne. Il existe en Outremer, un CEN, en Guyane.
Ils sont réunis par la fédération des conservatoires d'espaces naturels qui les regroupe  et « assure leur représentation et leur coordination technique à l’échelon national » aux fins de la mise en œuvre de leurs missions.

## Historique
Le premier Conservatoire d'espaces naturels a été le Conservatoire des Sites Alsaciens créé en 1976, dont le Président Daniel Daske a été à l'initiative de la Fédération des conservatoires d'espaces naturels. Ce CEN gère et protège en 2010 plus de 200 sites répartis sur environ 6 000 hectares en Alsace.
Depuis 1988, les conservatoires sont rassemblés par la Fédération des conservatoires d'espaces naturels, dont le siège est situé à Orléans (département du Loiret). En 2012, 21 conservatoires régionaux et 8 conservatoires départementaux adhèrent à la fédération. Plusieurs autres associations de protection de la nature ont rejoints la fédération dans les années suivantes.
Au titre des lois Grenelle, les Conservatoires d'espaces naturels et leur fédération bénéficient dorénavant d'une possibilité d'agrément au niveau régional délivré conjointement par l'État et le Conseil régional. Cet agrément inscrit dans l'article L414-11 du Code de l'environnement précise les missions des CEN. Un décret et un arrêté ministériel publié au JO en octobre 2011 précisent les conditions de délivrance de cet agrément.
Le premier CEN de France agréé est celui de Picardie qui l'a été par un arrêté conjoint du Président du Conseil régional de Picardie et du Préfet de région en date du 6 juillet 2012. En 2014, 15 CEN, soit plus de la moitié du réseau, sont agréés.
En 2018, les conservatoires étaient au nombre de 29, dont 21 structures régionales et avec huit structures départementales. Ils rassemblaient 8 000 adhérents, 2 000 bénévoles, employaient 600 salariés et gèraient environ 3 300 sites pour un total de 161 000 hectares.
En 2020 et 2021, plusieurs regroupements de CEN ont eu lieu pour que leurs périmètres correspondent au nouveau découpage des régions, et qu'ils puissent ainsi êtres agréés.
Le 11 juin 2024, le décret n°2024-535 étend la durée des plans d'actions des CEN (rebaptisés « plans stratégiques ») de cinq ans à dix ans. Le décret précise certaines des contributions de l'organisme à l'inventaire national du patrimoine naturel, aux stratégies nationales pour la biodiversité et pour les aires protégées, ainsi qu'à d'autres documents de planifications régionales en faveur de la biodiversité. Le décret de 2024 facilite l'acquisition de certaines parcelles forestières contiguës à certains sites du conservatoire.

## Missions
Les Conservatoires contribuent à la « préservation d'espaces naturels et semi-naturels notamment par des actions de connaissance, de maîtrise foncière et d’usage, de gestion et de valorisation du patrimoine naturel sur le territoire régional », via notamment « des missions d’expertise » et parfois l'acquisition de milieux vulnérables (tourbières et autres zones humides, par exemple).

### Acquisition et gestion d'espaces naturels

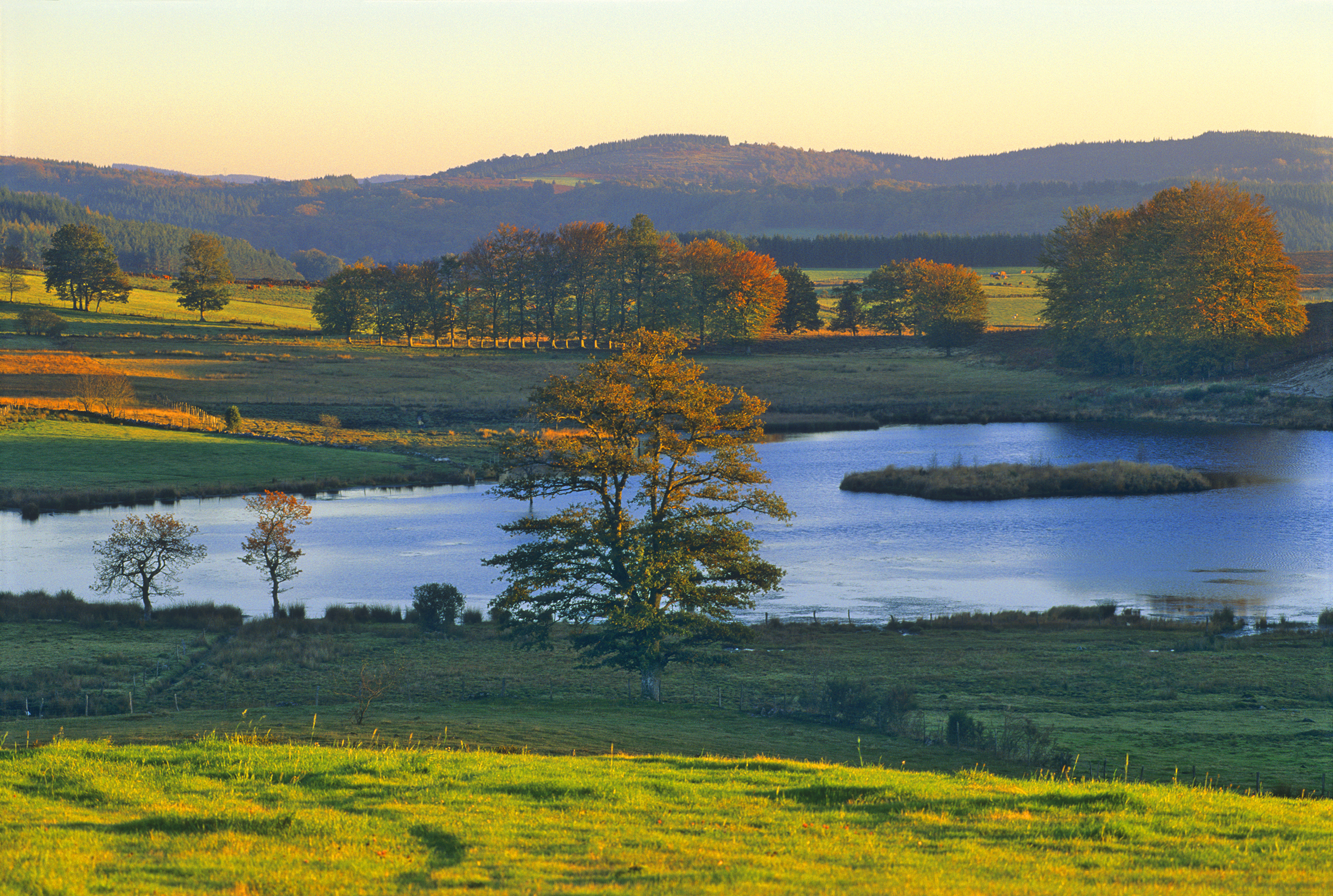
La toubière-étang de Chabannes, acquise par le Conservatoire d'espaces naturels du Limousin (aujourd'hui CEN Nouvelle Aquitaine), sur la commune de Saint-Merd-les-Oussines, en Corrèze. Le site est classé comme réserve naturelle régionale.

Historiquement, c'est la maîtrise foncière des sites qui a permis aux conservatoires de développer un réseau de sites protégés. Par la suite, une approche partenariale avec les collectivités territoriales et les propriétaires privés a été favorisée, afin de faire participer au mieux les différents acteurs de la gestion des espaces naturels.
Afin d'assurer sur le long terme la protection des sites qu'ils ont acquis ou qu'ils gèrent, les CEN peuvent mettre en place des obligation réelles environnementales (ORE). Plus de 43 ORE ont été signées, en 2024.
Les Dreals, peuvent, à la demande des CEN, reconnaitre les terrains gérés comme des aires en protection forte dans le décompte de la Stratégie nationale pour les aires protégées 2030, après une analyse au cas par cas.

### Participation aux politiques publiques
Grâce au savoir-faire et retours d'expériences développés sur leurs sites, les conservatoires d'espaces naturels s'investissent également dans l'émergence et la mise en œuvre des politiques publiques consacrées à la préservation/restauration des espaces naturels et de la biodiversité comme la constitution du réseau Natura 2000, la gestion des Espaces naturels sensibles des départements ou les réserves naturelles. Les CEN sont, depuis le début de la décennie 2010, les premiers partenaires du ministère de l'écologie dans le déploiement du réseau Natura 2000 en France en mettant en œuvre 147 documents d'objectifs, soit 16 % des DOCOB validés, en 2011. Ils gèrent 511 espaces naturels sensibles pour 10 360 ha, 63 réserves naturelles nationales (24 866 ha) et 41 réserves naturelles régionales (11 132 ha), en 2023. Les CEN se sont fortement investis, et ont été sollicités, dans le cadre des stratégies pour les aires protégées en France.
Ils interviennent également dans les politiques de préservation de la ressource en eau en travaillant notamment sur la conservation et la restauration des zones humides. Les CEN sont des partenaires des agences de l'eau et travaillent avec les collectivités locales dans la mise en œuvre des SAGE, des contrats de rivière et de bassin, etc.
Le réseau des conservatoires anime plusieurs programmes nationaux (Pôle-relais Tourbières, Loire Nature, Plan national actions chiroptères) et il accompagne la gestion écologique de 55 terrains militaires (80 000 ha sur les 275 000 du ministère des Armées, en particulier via trois projets Life depuis 2013).

### Développement des connaissances naturalistes
Les CEN enrichissent la connaissance naturaliste (connaissance sur la faune, la flore, la fonge, les habitats naturels, les services écosystémiques) via les études et suivis scientifiques mis en place sur les sites naturels. Les données recueillies sont mises à disposition de bases de données et intégrées au Système d’information sur la nature et les paysages et à l'Inventaire national du patrimoine naturel mis en place par le ministère de l'Écologie.
Plusieurs CEN ont travaillé sur la mise à jour des inventaires des ZNIEFF (Zones naturelles d'intérêt écologique faunistique et floristique) dans leur région.
Les CEN utilise le protocole de surveillance POPAmphibien  en partenariat avec la Société Herpétologique de France pour comparer les données des populations d'amphibiens sur le sol français et les évolutions,.

### Animation des réseaux d'acteurs
Les CEN co-anime des groupes de travail thématiques rassemblant acteurs publics et privés autour de thématique consacrées à la préservation de certains milieux et espèces ou à la lutte contre les espèces exotiques envahissantes. Les CEN contribuent à mettre en œuvre les Plans nationaux d'action en faveur des espèces menacées mis en place par le ministère de l'Écologie. Certains CEN pilotent des pôles régionaux consacrés à la gestion des espaces naturels (exemple du CEN Rhône Alpes).

### Éducation à la nature
Les conservatoires d'espaces naturels s'efforcent de sensibiliser le grand public à la nature. Ils réalisent environ 1300 animations par an, à destination des élèves des écoles primaires, qui ont profité à 32500 enfants et leurs enseignants. Ils organisent également de nombreux évènements à destination des adultes.
De très nombreux sites des Conservatoires d'espaces naturels sont ouverts au public pour des visites de découverte, ce sont ainsi des supports pour l'éducation à l'environnement.

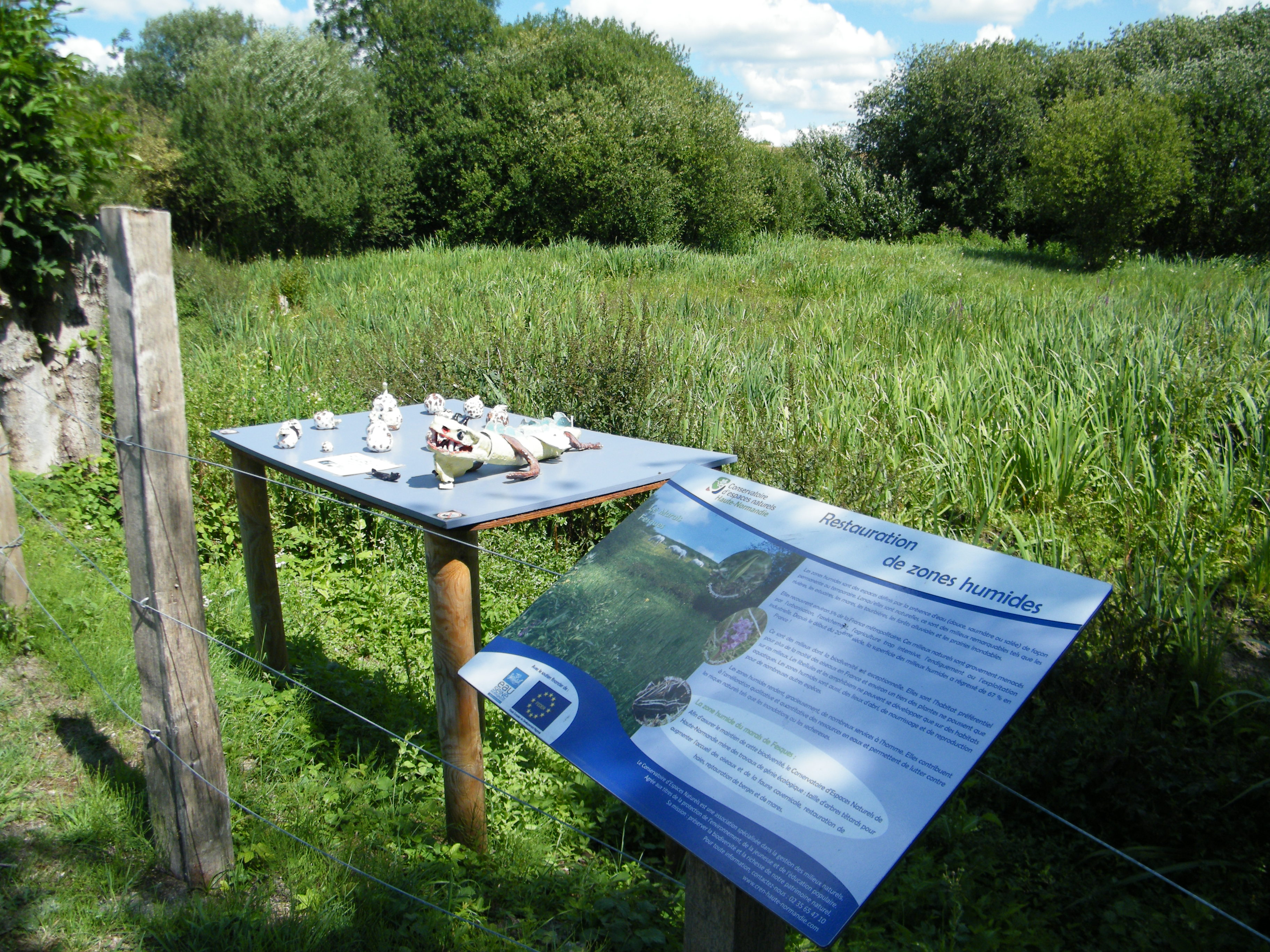
Les résultats d'une animation nature, dans le marais de Fesques, sur les bords de l'Eaulne, Normandie.
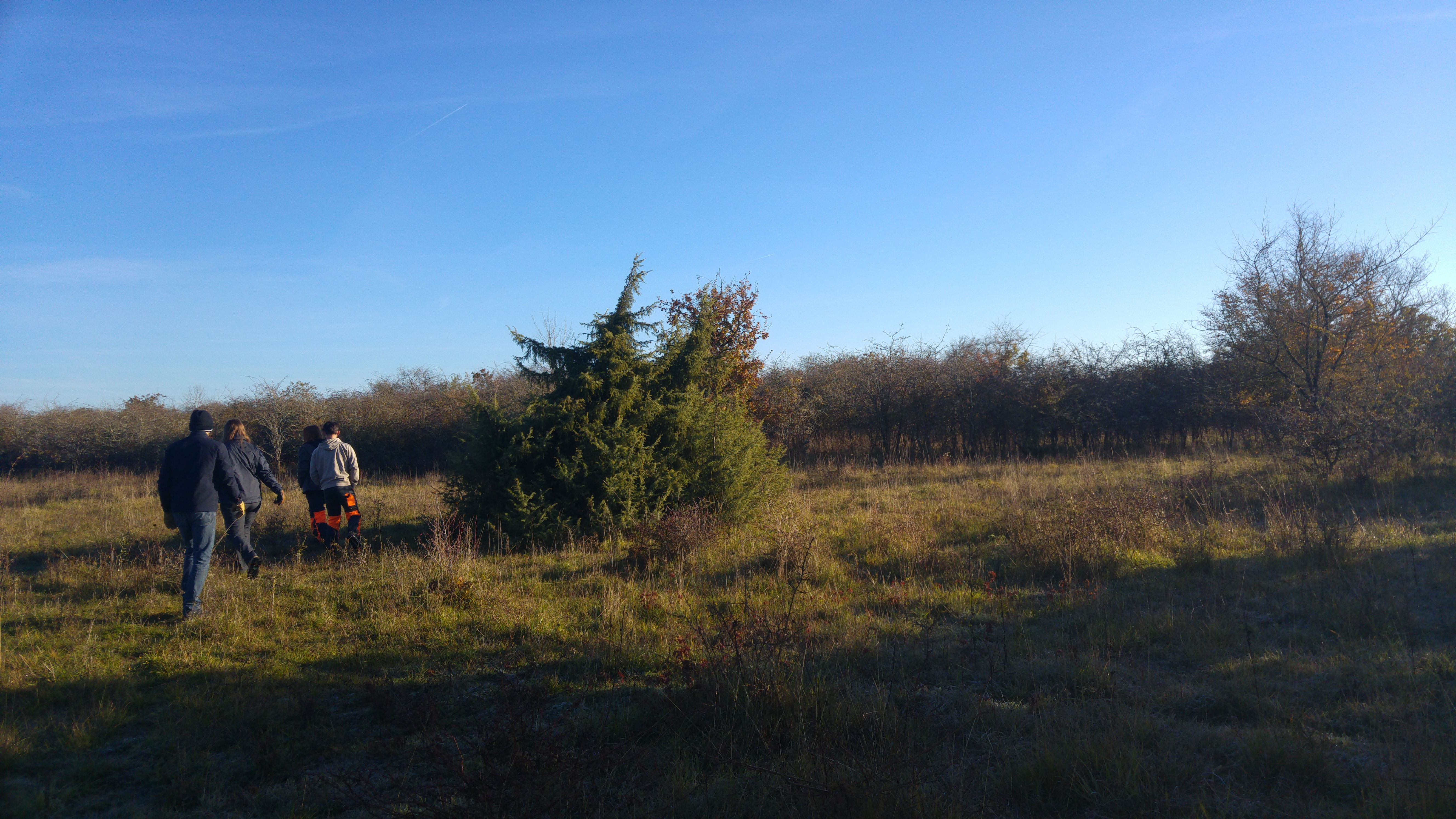
Chantier nature de débroussaillage, sur le site Natura 2000 FR 110 0800 - Pelouse calcaire de la haute vallée de la Juine, au Grands champs à Saclas, propriété du CEN Île-de-France.

## Liste des conservatoires
| Nom                            | Année de création       | Territoire                                 | Siège                                                                                            |
| ------------------------------ | ----------------------- | ------------------------------------------ | ------------------------------------------------------------------------------------------------ |
| CEN Allier                     | 1992                    | Allier (département)                       | Maison des associations Rue des Ecoles 03500 Châtel-de-Neuvre                                    |
| CEN Alsace                     |                         | Alsace                                     | 3 Rue de Soultz 68700 Cernay                                                                     |
| CEN Ariège                     | 1992                    | Ariège (département)                       | Vidallac 09240 Alzen                                                                             |
| CEN Auvergne                   | 1989                    | Auvergne (ancienne région)                 | Moulin de la Croûte Rue Léon Versepuy 63200 Riom                                                 |
| CEN Bourgogne                  | 1986                    | Bourgogne (ancienne région administrative) | Chemin du Moulin des Etangs 21600 Fenay                                                          |
| CEN Centre-Val de Loire        | 2015 (1990 CREN Centre) | Centre-Val de Loire                        | 3 Rue de la Lionne 45000 Orléans                                                                 |
| CEN Champagne-Ardenne          | 1988                    | Champagne-Ardenne                          | 9 Rue Gustave Eiffel 10430 Rosières-près-Troyes                                                  |
| CEN Corse                      | 1972                    | Corse                                      | Maison Andreani 871 Avenue du Borgo 20290 Borgo                                                  |
| CEN Franche-Comté              | 1991                    | Franche-Comté                              | Maison de l’Environnement de Bourgogne-Franche-Comté 5 Chemin du Fort de Bregille 25000 Besançon |
| CEN Guyane                     | 2021                    | Guyane                                     | 2 lot. Patawa 2 97300 Cayenne                                                                    |
| CEN Hauts-de-France            | 2020                    | Hauts-de-France                            | 4 avenue de l'Étoile-du-Sud 80440 Boves                                                          |
| ASTERS - CEN Haute-Savoie      | 2000                    | Haute-Savoie (département)                 | 60 Avenue de Novel 74000 Annecy                                                                  |
| CEN Île-de-France              | 2021                    | Île-de-France                              | 10 Chemin de halage 77130 Misy-sur-Yonne                                                         |
| CEN Isère - Avenir             | 1985                    | Isère (département)                        | 2 rue des mails 38120 Saint-Égrève                                                               |
| CEN Loir-et-Cher               | 1987                    | Loir-et-Cher (département)                 | La Cité administrative 34 Avenue du MaréchalMaunoury 41000 Blois                                 |
| CEN Lorraine                   | 1984                    | Lorraine                                   | 3 rue Schumann 57400 Sarrebourg                                                                  |
| CEN Normandie                  | 2020                    | Normandie                                  | Rue Pierre de Coubertin BP 424 76805 Saint-Étienne-du-Rouvray                                    |
| CEN Nouvelle-Aquitaine         | 2020                    | Nouvelle-Aquitaine                         | 6 Ruelle du Theil 87540 Saint-Gence                                                              |
| CEN Nouvelle-Calédonie         | 2011                    | Nouvelle-Calédonie                         | BP 10 - 98860 Koné Presqu'île de Foué                                                            |
| CEN Occitanie                  | 2020                    | Occitanie                                  | Immeuble « Le Thèbes » 26 Allée de Mycènes 41000 Montpellier                                     |
| CEN Pays de la Loire           | 2014                    | Pays de la Loire                           | 6 rue Arthur III 44200 Nantes                                                                    |
| CEN Provence-Alpes-Côte d'Azur | 1991                    | Provence-Alpes-Côte d'Azur                 | Immeuble Atrium, Bâtiment B 4 Avenue Marcel Pagnol 13100 Aix-en-Provence                         |
| CEN Rhône-Alpes                | 1988                    | Rhône-Alpes                                | La Maison Forte 2 rue des Vallières 69390 Vourles                                                |
| CEN Savoie                     | 1991                    | Savoie (département)                       | BP 51 165 Route de Chambéry Le Prieuré 73372 Le Bourget-du-Lac                                   |

## Agrément
L'État et les Régions (ou, pour la Corse, la collectivité territoriale de Corse) peuvent, pour une période déterminée, agréer les conservatoires d’espaces naturels.
Pour être agréé, les CEN doivent fournir un programme des actions envisagées sur 10 ans et disposer d'un conseil scientifique.

## Fédération
La fédération des Conservatoires d’espaces naturels a été créée en 1989, à l'initiative du naturaliste haut-rhinois Daniel Daske, alors président du Conservatoire des sites alsaciens, pour organiser et améliorer l'efficacité du travail des 10 conservatoires régionaux alors existants. En 2011, elle regroupe 22 conservatoires régionaux et 8 conservatoires départementaux. Son siège est situé sur la commune d'Orléans, dans le département du Loiret en région Centre-Val de Loire.
La fédération des conservatoires a été maître d'ouvrage de plusieurs programmes européens (LIFE) consacrés à la préservation d'espaces naturels sur le bassin versant de la Loire et de ses affluents (programme Loire nature), des pelouses et coteaux secs, des tourbières... Elle poursuit aujourd'hui ses actions en faveur de la Loire à travers ses missions au sein du  Plan Loire Grandeur Nature. Elle est également chargée de l'animation du pôle relais national consacré aux Tourbières et implanté à Besançon. Enfin et récemment, la fédération a été chargée de la mise en œuvre du plan de restauration en faveur des Chiroptères (chauves-souris). La fédération a également pour mission de représenter le réseau des conservatoires auprès des instances nationales et de participer à l'élaboration des politiques publiques touchant à l'environnement et à l'aménagement du territoire.
La fédération a établi des conventions de partenariat avec la plupart des autres fédérations de gestionnaires d'espaces naturels : fédération des parcs naturels régionaux, fédération des conservatoires botaniques nationaux, réserves naturelles de France, Office national des forêts. Elle travaille en lien étroit avec les différents services de l'État.